# 格林汉姆船闸

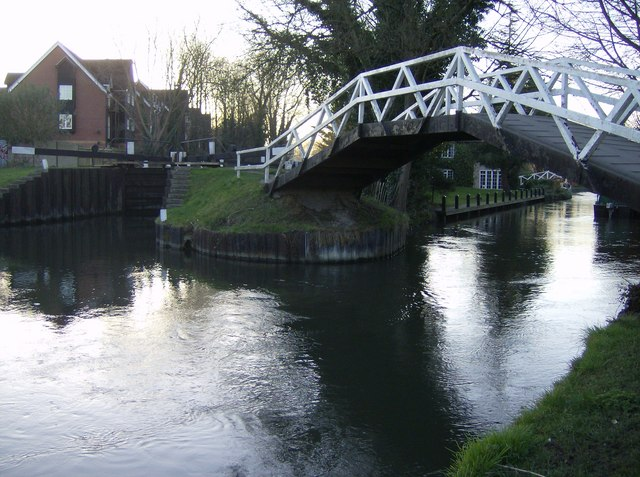
格林汉姆船闸

格林汉姆船闸（英語：Greenham Lock)是肯尼特和埃文运河上的一个船闸，其位于英国伯克郡纽伯里。
黑格斯船闸由纽伯里工程师约翰·荷瑞于1718年至1723年间监造。而运河管理着英国的水路。船闸可上升/下降2.72米。